# 74. vestlige længdekreds
Den 74. vestlige længdekreds (eller 74 grader vestlig længde) er en længdekreds, der ligger 74 grader vest for nulmeridianen. Den løber gennem Ishavet, Nordamerika, Atlanterhavet, Caribien, Sydamerika, Stillehavet, det Sydlige Ishav og Antarktis.